# António Maria Lino Neto
António Maria de Mendonça Lino Neto GOIH (Lisboa, 8 de Julho de 1913 — Lisboa, 2 de outubro de 1980) foi um magistrado judicial, licenciado em Ciências Jurídicas e Ciências Político-Económicas pela Universidade de Lisboa, que entre outras funções de relevo foi provedor da Santa Casa da Misericórdia de Lisboa, deputado à Assembleia Nacional do Estado Novo e Ministro da Justiça, tendo exercido estas últimas funções no período de 7 de Novembro de 1973 a 25 de Abril de 1974.

## Biografia
Terceiro filho varão do professor universitário e político católico António Correia Lino Leitão Neto (1873-1961), licenciou-se em Direito pela Faculdade de Direito da Universidade de Lisboa.
Foi provedor da Santa Casa da Misericórdia de Lisboa, subdirector da Polícia Judiciária de Lisboa e do Porto.
Casou com Ana Maria de Resende Mendes dos Reis (1919 - ?), filha de António Alberto dos Reis (1887 - 1921) e de sua mulher Amélia Augusta Teixeira de Brito de Resende Mendes (1893 - 1985).
Exerceu as funções de chefe de gabinete do Ministro das Corporações.
Foi Ministro da Justiça do governo presidido por Marcello Caetano que estava em fuções quando ocorreu a Revolução dos Cravos, tendo exercido aquelas funções no período de 7 de Novembro de 1973 a 25 de Abril de 1974.
A 18 de Dezembro de 1973 foi feito Grande-Oficial da Ordem do Infante D. Henrique.